# Балије су Шатијон
Балије су Шатијон (фр. Baslieux-sous-Châtillon) насеље је и општина у североисточној Француској у региону Шампањ-Арден, у департману Марна која припада префектури Ремс.
По подацима из 2011. године у општини је живело 178 становника, а густина насељености је износила 30,27 становника/km². Општина се простире на површини од 5,88 km². Налази се на средњој надморској висини од 110 метара.

## Демографија
| 1962. | 1968. | 1975. | 1982. | 1990. | 1999. | 2011. |
| ----- | ----- | ----- | ----- | ----- | ----- | ----- |
| 158   | 164   | 158   | 151   | 159   | 173   | 178   |

График промене броја становника у току последњих година